# Rio Conţu
O Rio Conţu é um rio da Romênia, afluente do Sadu, localizado no distrito de Sibiu.